# Revenant (Band)
Revenant (en. und fr. ‚Wiedergänger‘) war eine Thrash- und Death-Metal-Band aus Bergenfield, New Jersey, USA, die im Jahr 1986 gegründet und 1995 aufgelöst wurde.

## Geschichte
Die Band wurde im Frühling 1986 von Bassist John Pratscher und Gitarrist und Sänger Henry Veggian gegründet. Im Jahr darauf stießen Gitarrist John McEntee und Schlagzeuger Joe Fregenti zur Band und nahmen das erste Demo namens Beyond the Winds of Sorrow auf. Im August hielt die Band ihre ersten Live-Auftritte ab, wobei sie zusammen mit Prime Evil, Immolation und Ripping Corpse auftrat. Ein zweites Demo folgte im Jahr 1988, das den Namen Asphyxiated Time trägt. John Pratscher verließ die Band im selben Jahr und wurde durch Tim Scott ersetzt. Die Band spielte außerdem einige Konzerte, darunter Auftritte mit Morbid Angel und Immolation. Schlagzeuger Joe Fregenti verließ danach die Band und wurde durch Jon Regan ersetzt. Im Sommer 1989 verließ John McEntee die Band, um Incantation zu gründen. Tim Scott und Henry Veggian arbeiteten danach an neuen Liedern. Im Herbst 1989 stießen Schlagzeuger Will Corcoran und Gitarrist David Jengo zur Band. Im selben Jahr folgte ein weiteres Demo. Außerdem eröffnete die Band ein Konzert von Napalm Death.
Im Jahr 1989 wurde die EP Distant Eyes über Thrash Records veröffentlicht. Im Sommer 1990 folgte eine Tour mit Ripping Corpse und Morbid Angel durch die USA. Gegen Ende des Jahres unterschrieb Revenant einen Vertrag bei Nuclear Blast. Das Lied Degeneration wurde sogleich auf die erste Edition der Kompilationsreihe des Labels namens Death is Just the Beginning übernommen. Im Januar 1991 nahm die Band das Album Prophecies of a Dying World in den Quantum Studios in Jersey City auf. Der Veröffentlichung folgte gegen Ende des Jahres eine Tour durch Europa, die 23 Konzerte umfasste. Sie wurde mit der niederländischen Band Gorefest durchgeführt, wobei auch Konzerte zusammen mit Napalm Death und – wo sich die Tourwege kreuzten – Pungent Stench stattfanden.
In der Tour im Winter zeichnete die Band ein Video für das Lied in Hamburg auf. Das Video hatte seine Premiere auf dem Headbangers Ball auf MTV im Frühling 1992. Im selben Jahr kündigte die Band ihren Vertrag mit Nuclear Blast. Die Band begann mit dem Schreiben von neuen Stücken und nahm diese in einigen lokalen Studios auf. Im Frühling 1993 veröffentlichte die Band die EP Burning Ground / Exalted Being über Rage Records. Der Veröffentlichung folgten einige Konzerte. Im Oktober 1993 nahm die Band ein weiteres Demo auf. Das erste Lied Faithless (Emptiness) war ein Auszug eines dreiteiligen Aufnahmeprozesses, wobei der zweite und dritte Teil nicht auf dem Demo enthalten waren, jedoch oft live gespielt wurden.
Im Jahr 1994 arbeitete die Band an weiteren Liedern. Im Januar 1995 begab sich die Band in die Showplace Studios in Dover, New Jersey. Es folgte eine zweite Aufnahme für einen Tonträger, der den Namen A New Paganism tragen sollte. Jedoch kam es nicht zu einer Veröffentlichung, da es 1995 zur Auflösung der Band kam. Die EP wurde neu abgemischt und im Jahr 2002 unter dem Namen Overman veröffentlicht. Abgemischt wurde das Album von Erik Rutan, Ex-Gitarrist von Ripping Corpse und momentan bei Hate Eternal tätig. Die Band teilte in ihrer Karriere mit den verschiedensten Bands die Bühnen darunter Type O Negative, Biohazard, Godflesh, Dog Eat Dog, Napalm Death, Machine Head, Cannibal Corpse, Suffocation, Monster Magnet, Brutal Truth, Life of Agony, Deceased, Morbid Angel, Nokturnel, Immolation, Ripping Corpse und Atheist. Die Band spielte ihren letzten Auftritt im September 1994, als sie ein Konzert für Napalm Death in Belleville, New Jersey, eröffnete.
Nach der Auflösung spielte Tim Scott Bass bei der Band Hateplow, David Jengo und Henry Veggian spielten in der Band Whiplash. Im Jahr 2004 schloss die Band einen Vertrag mit Xtreem Music und veröffentlichte bei dem Label die alten Demos, unveröffentlichtes und seltenes Material in Form einer Kompilation. The Burning Ground wurde von Rick Dierdorf im Januar 2005 in den Portrait Recording Studios in Lincoln Park, New Jersey, abgemischt und von Colin Davis anschließend gemastert.

## Stil
In den Bereichen Death Metal und Thrash Metal sah das Rock Hard die Band 1992 agieren, mit einer komplex-technischen Ausrichtung. Charakteristisch für die Lieder der Band sind die häufigen Tempowechsel. Auf ihrer Myspace-Seite gibt die Band die Werke von Friedrich Nietzsche als Haupteinflüsse für ihre Texte an.

## Diskografie
- 1987: Beyond the Wings of Sorrow (Demo, Eigenveröffentlichung)
- 1988: Asphyxiated Time (Demo, Eigenveröffentlichung)
- 1989: Revenant (Demo, Eigenveröffentlichung)
- 1989: Distant Eyes (EP, Thrash Records)
- 1991: Prophecies of a Dying World (Album, Nuclear Blast)
- 1992: Burning Ground / Exalted Being (EP, Rage Records)
- 1993: Faithless (Demo, Eigenveröffentlichung)
- 1995: Promo 1995 (Demo, Eigenveröffentlichung)
- 2002: Overman (EP, Eigenveröffentlichung)
- 2005: The Burning Ground (Kompilation, Xtreem Music)